# Rutland
Rutland ist eine Grafschaft (County) und selbständige Verwaltungseinheit (Unitary Authority) in den East Midlands von England und grenzt im Westen und Norden an Leicestershire, im Nordosten an Lincolnshire und im Südosten an Northamptonshire.
Die größte Ausdehnung in Nord-Süd-Richtung beträgt 29 km, in West-Ost-Richtung sind es 27 km. Von der Bevölkerungszahl her gesehen ist Rutland die zweitkleinste der 48 zeremoniellen Grafschaften in England (nur die City of London ist kleiner).
Die beiden Hauptorte sind Oakham, der Verwaltungssitz, und Uppingham. Im Zentrum der Grafschaft befindet sich ein großer Stausee, Rutland Water, ein bedeutendes Naturschutzgebiet, das als Überwinterplatz für Gänsevögel und Brutstätte für Fischadler dient. Der Ort Stamford liegt jenseits der Grenze in einem vorragenden Teil von Lincolnshire.
Rutlands größter Arbeitgeber ist der amerikanische Versandhändler Lands’ End, dessen europäisches Hauptquartier sich in Oakham befindet.
In den 1970er Jahren tat sich Eric Idle, einer der Monty Pythons, mit Neil Innes von der Bonzo Dog Doo-Dah Band zusammen, um eine TV-Comedyserie namens Rutland Weekend Television zu produzieren.

## Geschichte
Der nordwestliche Teil der Grafschaft ist im Domesday Book als Roteland, einem von Nottinghamshire losgelösten Teil, verzeichnet. Der südöstliche Teil ist als sog. wapentake von Wicelsea in Northamptonshire aufgeführt. Als eigenständige Grafschaft wurde Rutland erstmals 1159 erwähnt.
Im 19. Jahrhundert war Rutland unterteilt in die hundreds Alstoe, East, Martinsley, Oakham und Wrandike.
Rutland gehört zu den traditionellen Grafschaften und ist auch unter diesen die kleinste. 1888 wurde es zu einer Verwaltungsgrafschaft (administrative county) umgewandelt. Im Zuge der Kommunalreform von 1974 wurde Rutland zu einem Distrikt von Leicestershire; 1997 wurde das wieder rückgängig gemacht und Rutland ist seitdem eine Unitary Authority. Es gehört aber weiterhin zu den zeremoniellen Grafschaften.

## Städte und Orte
- Ashwell, Ayston
- Barleythorpe, Barrow, Barrowden, Belmesthorpe, Belton in Rutland, Braunston, Brooke, Burley
- Caldecott, Clipsham, Cottesmore
- Edith Weston, Egleton, Empingham, Essendine, Exton
- Glaston, Great Casterton, Greetham
- Hambleton
- Ketton
- Langham, Little Casterton, Lyddington, Lyndon
- Manton, Market Overton, Morcott
- Normanton, North Luffenham
- Oakham
- Pickworth, Pilton, Preston
- Ridlington, Ryhall
- Seaton, South Luffenham, Stretton
- Thistleton, Tickencote
- Upper Hambleton, Uppingham
- Whissendine, Whitwell, Wing

## Sehenswürdigkeiten
- Barnsdale Gardens
- Braunston Goddess
- Burley Castle
- Eye Brook
- Eyebrook Reservoir
- Lyddington Bede House, Teil von English Heritage
- Normanton Church
- Rasenlabyrinth von Wing
- River Gwash
- River Welland
- Rutland Water
- Tolethorpe Hall, dort befindet sich das Rutland Theater von der Stamford Shakespeare Company